# Thomas Dundas, I barone Dundas
Thomas Dundas, I barone Dundas (16 febbraio 1741 – 14 giugno 1820), è stato un politico scozzese.

## Biografia
Era l'unico figlio di Lawrence Dundas, I baronetto, il "Nababbo del Nord", e di sua moglie, Margaret Bruce. Studiò a Eton e alla St. Andrews University.

## Carriera
Divenne un deputato per Richmond (1763-1768), per Stirlingshire (1768-1794). È stato elevato alla nobiltà come Barone Dundas nel mese di agosto 1794, ed è stato anche Lord luogotenente e vice ammiraglio delle Orcadi e delle Shetland, consigliere di Stato del principe di Galles (poi Giorgio IV), presidente della società degli antiquari scozzesi e colonnello della Milizia North York. Ha acquisito Marske Hall, nello Yorkshire, nel 1762 dopo la morte di Sir William Lowther, III Baronetto.

## Matrimonio
Sposò, il 14 maggio 1764, Lady Charlotte Fitzwilliam, figlia di William Fitzwilliam, III conte Fitzwilliam, e di sua moglie, Lady Ann Watson-Wentworth. Ebbero quattordici figli:
- Lawrence Dundas, I conte di Zetland (10 aprile 1766-19 febbraio 1839);
- Lady Anne Dundas (1767-1768);
- Lord Thomas Dundas (1768-1769);
- Lord William Lawrence Dundas (18 maggio 1770-1796);
- Lord Charles Lawrence Dundas (18 luglio 1771-25 gennaio 1810), sposò Lady Caroline Beauclerk, ebbero quattro figli;
- Lady Margaret Dundas (9 novembre 1772-8 maggio 1852), sposò Archibald Spiers, non ebbero figli;
- Lady Charlotte Dundas (18 giugno 1774-5 gennaio 1855), sposò Rev. William Wharton, ebbero due figli;
- Lord Thomas Lawrence Dundas (12 ottobre 1775-17 marzo 1848), sposò Mary Jane Bousquet, ebbero cinque figli;
- Lady Frances Laura Dundas (24 maggio 1777-27 novembre 1844), sposò Robert Chaloner, ebbero quattro figli;
- Lord George Heneage Lawrence Dundas (8 settembre 1778-7 ottobre 1834);
- Lord Robert Lawrence Dundas (27 luglio 1780-23 novembre 1844);
- Lady Dorothy Dundas (agosto 1785-dicembre 1790);
- Lady Mary Dundas (30 maggio 1787-1º novembre 1830), sposò Charles FitzWilliam, V conte FitzWilliam, ebbero cinque figli;
- Lady Isabella Dundas (25 febbraio 1790-6 dicembre 1887), sposò Sir John Ramsden, IV Baronetto, ebbero due figli.

## Morte
Morì il 14 giugno 1820, all'età di 79 anni.